# Grävsvanssjögurka
Grävsvanssjögurka (Neopentadactyla mixta) är en sjögurkeart som först beskrevs av Östergren 1898.  Grävsvanssjögurka ingår i släktet Neopentadactyla, och familjen svanssjögurkor. Det är osäkert om arten förekommer i Sverige.